# 東大和病院
東大和病院（ひがしやまとびょういん、英語: Higashiyamato Hospital）は東京都東大和市にある社会医療法人財団大和会設置の病院。東京都の災害拠点病院に指定されている。

## 沿革

### 年表
- 1951年2月 医療法人財団大和会　大和病院創立　150床
- 1970年3月 国庫補助により3階病棟建築
- 1989年
  - 8月 第1期増改築196床「東大和病院」に改称
  - 9月 DSA導入
- 1991年
  - 1月 ESWL導入（体外衝撃波結石破砕治療）
  - 7月 MRI導入（磁気共鳴画像診断）
- 1994年10月 新看護（3：1看護、B加算、8：1補助）認可
- 1996年7月 新看護（2.5：1看護、B加算、10：1補助）認可
- 1997年
  - 5月 新看護（2.5：1看護、A加算、10：1補助）認可
  - 11月 第2期増改築238床
- 1998年5月Qスイッチルビーレーザー導入（形成外科）
- 1999年
  - 4月 在宅診療、日帰り手術開始、地域連携室　設置
  - 7月 クリニカル・パス開始
- 2000年
  - 1月 日本医療機能評価認定証受領
  - 8月 Ｉ群入院基本料1（2：1看護）認可
- 2001年
  - 1月 紹介外来加算、紹介患者加算4の届出
  - 6月 第3期増改築274床　救急センター拡張、特定集中治療室、日帰り手術室等
- 2002年
  - 1月 特定集中治療室管理科届出
  - 3月 特定医療法人認可
  - 4月 外来化学療法加算、検体検査管理加算（II）、言語聴覚療法（II）届出、病理検査センター設置
  - 8月 地域連携室を医療連携センターに改称して独立
- 2003年
  - 10月 臨床研修医指定病院認可
  - 11月 電子カルテ稼動開始
- 2004年10月 開放型病院承認
- 2005年
  - 1月 地域がん診療連携拠点病院に指定
  - 3月 特別医療法人認可
- 2007年
  - 2月 東京都災害拠点病院に指定
- 2009年
  - 2月 東京都脳卒中急性期医療機関に認定
  - 4月 東京都初の社会医療法人に認定

## 診療科等
- 診療部門
  - 整形外科
  - 糖尿病・内分泌内科
  - 腎臓内科
  - 脳神経内科
  - 形成外科
  - 呼吸器科
  - 脳神経外科
  - 消化器科・外科
  - 乳腺外科
  - 脳神経外科
  - 心臓血管センター
  - 泌尿器科
  - 循環器科
  - 心臓血管外科
  - 麻酔科
  - ペインクリニック科
  - 緩和医療科
  - 病理細胞診断科
  - 医療情報科
- 救急センター
- ICU・HCU・CCU
- 内視鏡センター
- 日帰り手術センター
- 透析センター
- 結石破砕センター
- 健診センター
- 病理・臨床検査センター
- 医療連携センター
- 看護部

## 医療機関の指定等
- 保険医療機関
- 労災保険指定医療機関
- 指定自立支援医療機関（更生医療・精神通院医療）
- 生活保護法指定医療機関
- 結核指定医療機関
- 原子爆弾被害者一般疾病医療取扱医療機関
- 公害医療機関
- 母体保護法指定医の配置されている医療機関
- 災害拠点病院
- 臨床研修指定病院
- DPC対象病院
- 地域型認知症疾患医療センター

## 交通アクセス
鉄道
西武拝島線「東大和市駅」下車 徒歩約13分、バスで約5分。
バス
東大和病院（都営は東大和病院前）下車。
- 西武バス
  - 立35・立35-1
  - 立37・立37-1
- 都営バス：梅70
- 東大和市コミュニティバス ちょこバス

## 関連施設
- 武蔵村山病院
- 東大和病院附属セントラルクリニック
- 介護老人保健施設　東大和ケアセンター
- 村山大和診療所
- 東大和訪問看護ステーション
- えのき訪問看護ステーション
- 東大和市在宅介護支援センターひがしやまと
- 指定居宅介護支援事業所　東大和病院ケアサポート
- 指定居宅介護支援事業所　武蔵村山病院ケアサポート
- 指定居宅介護支援事業所　東大和ヘルパーステーション